# Myrlena López
Myrlena López (ur. 29 listopada 1985) – portorykańska siatkarka, grająca jako środkowa. Obecnie występuje w drużynie Lancheras de Cataño.